# エルンスト・ルートヴィヒ (ヘッセン＝ダルムシュタット方伯)
エルンスト・ルートヴィヒ（Ernst Ludwig, 1667年12月15日 - 1739年9月12日）は、ヘッセン＝ダルムシュタット方伯（在位：1678年 - 1739年）。

## 生涯
ルートヴィヒ6世とその妻であったザクセン＝ゴータ公エルンスト1世（敬虔公）の娘エリーザベト・ドロテーア（1640年 - 1709年）の息子で、ルートヴィヒ7世の異母弟。ゴータ（テューリンゲン州）のフリーデンシュタイン城で生まれた。1739年9月12日、ダルムシュタットのイェーガースブルク城で死去し、息子のルートヴィヒ8世が方伯位を嗣いだ。
1687年、ブランデンブルク＝アンスバッハ辺境伯アルブレヒトの娘ドロテア・シャルロッテ（1661年 - 1705年）と結婚し、間に2男3女をもうけた。
- ドロテア・ゾフィー（1689年 - 1723年） - 1710年、ホーエンローエ＝エーリンゲン伯ヨハン・フリードリヒと結婚
- ルートヴィヒ8世（1691年 - 1768年） - ヘッセン＝ダルムシュタット方伯
- カール・ヴィルヘルム（1693年 - 1707年）
- フランツ・エルンスト（1695年 - 1717年）
- フリーデリケ・シャルロッテ（1698年 - 1777年） - 1720年、ヘッセン＝カッセル公子マクシミリアンと結婚